# Roberto Nobile
Pour les articles homonymes, voir Nobile.
Roberto Nobile (né à Vérone le 11 novembre 1947 et mort à Rome le 30 juillet 2022) est un acteur italien. 

## Biographie
Roberto Nobile est né à Vérone en 1947. Il est actif au cinéma et à la télévision depuis près de quarante ans. Au cours de sa carrière, il a travaillé avec des réalisateurs tels que Gianni Amelio,  Giuseppe Tornatore, Michele Placido, Nanni Moretti et Ermanno Olmi, et a également participé à des productions internationales.
Il a gagné en popularité auprès des téléspectateurs grâce aux rôles d'Antonio Parmesan dans Giovanna, commissaire (Distretto di Polizia) et de Nicolò Zito dans Commissaire Montalbano. Il a également écrit le livre Col cuore in moto en 2008.
Il est décédé subitement à Rome le 30 juillet 2022 à l'âge de 74 ans.

## Filmographie partielle
| An   | Titre                                       | Rôle                                | Remarques |
| ---- | ------------------------------------------- | ----------------------------------- | --------- |
| 1990 | Ils vont tous bien ! (Stanno tutti bene)    | Guglielmo                           |           |
| 1995 | La scuola                                   | Professeur Mortillaro               |           |
| 2000 | Prime luci dell'alba (Prime luci dell'alba) | Nino Procida                        |           |
| 2001 | La Chambre du fils (La stanza del figlio)   | Prêtre                              |           |
| 2001 | Commissaire Montalbano                      | Nicolò Zito                         | téléfilm  |
| 2001 | Giovanna, commissaire                       | Sur-intendant Capo Antonio Parmesan | téléfilm  |
| 2003 | Sous le soleil de Toscane                   | Placide                             |           |
| 2008 | Caos calmo                                  | Taramanni                           |           |
| 2011 | Habemus Papam                               | Cardinal Cevasco                    |           |